# Politanki
Politanki (ukr. Політанки) – wieś na Ukrainie w rejonie szarogrodzkim obwodu winnickiego.
Pod koniec XIX w. karczma przy drodze z Politanki do Łozowej  nosiła nazwę Wydra.